# Линейно-квадратичный регулятор
Линейно-квадратичный регулятор (англ. Linear quadratic regulator, LQR) — в теории управления один из видов оптимальных регуляторов, использующий квадратичный функционал качества. Задача, в которой динамическая система описывается линейными дифференциальными уравнениями, а показатель качества представляет собой квадратичный функционал, называется задачей линейно-квадратичного управления. Широкое распространение получили линейно-квадратичные регуляторы (LQR) и линейно-квадратичные гауссовы регуляторы (LQG).

## Случай непрерывных систем
Для непрерывных линейных систем, описываемых в пространстве состояний системой уравнений
{\displaystyle {\dot {x}}=A(t)x+B(t)u}
с критерием оптимальности
{\displaystyle J=\int \limits _{0}^{\infty }\left(x^{T}Q(t)x+u^{T}R(t)u\right)dt,}
закон управления по отрицательной обратной связи, найденный по LQR-алгоритму, должен минимизировать указанный критерий оптимальности. Этот закон управления имеет вид
{\displaystyle u=-R^{-1}B^{T}Px,}
где {\displaystyle P} находится из решения уравнения Риккати
{\displaystyle A^{T}P+PA-PBR^{-1}B^{T}P+Q=-{\dot {P}}.}

## Случай дискретных систем
Для дискретных линейных систем, описываемых в пространстве состояний системой уравнений
{\displaystyle x_{k+1}=Ax_{k}+Bu_{k}}
с критерием оптимальности
{\displaystyle J=\sum \limits _{k=0}^{\infty }\left(x_{k}^{T}Qx_{k}+u_{k}^{T}Ru_{k}\right),}
закон управления по отрицательной обратной связи, найденный по LQR-алгоритму, должен минимизировать критерий оптимальности
{\displaystyle u_{k}=-Fx_{k},}
где
{\displaystyle F={\tilde {R}}^{-1}B^{T}PA,}
{\displaystyle {\tilde {R}}=R+B^{T}PB,}
где {\displaystyle P} — решение дискретного уравнения Риккати
{\displaystyle P=Q+A^{T}\left(P-PB\left(R+B^{T}PB\right)^{-1}B^{T}P\right)A.}